# جوزيف هنتر (لاعب اتحاد الرغبي)
جوزيف هنتر (بالإنجليزية: Joseph Hunter)‏ هو لاعب اتحاد الرغبي أمريكي، ولد في 4 أكتوبر 1899 في لويفيل في الولايات المتحدة، وتوفي في 10 سبتمبر 1984 في سانتا باربارا في الولايات المتحدة.

## وصلات خارجية
- جوزيف هنتر عل موقع إسبنسكروم (الإنجليزية)
- جوزيف هنتر على موقع أوليمبيديا (الإنجليزية)